# 제이에스티나
주식회사 제이에스티나(영어: Jestina Co., Ltd.)는 시계, 주얼리, 핸드백, 화장품, 향수, 패션 액세서리 등을 생산 및 판매하는 코스닥 상장 기업이다. 제이에스티나는 국내 1위의 시계, 주얼리 제조업체로서 국내 시계 업체로는 1988년 설립 되어 30년의 오랜 역사를 갖고 있다. 2015년 8월 기준 전 세계 70여개국에 시계를 수출하고 있으며, 매년 100여종의 신제품을 출시하고 있다. 2005년부터는 개성공단에 공장을 세워 운영 중이다. 해외에서는 러시아, 중동, 터키, 중앙아시아 등에서 상류층들이 소유하고 싶은 명품시계 브랜드로 자리 잡았으며, 터키에서는 매년 ‘로만손 딜러 콘퍼런스’를 열고 있다. 이 행사는 터키 시계전문가들이 꼭 참석해야 하는 행사로 꼽히고 있다.
제이에스티나 사업부분은 주얼리와 핸드백, 화장품, 향수 사업은 제이에스티나(J.ESTINA) 브랜드, 손목시계 사업은 로만손(ROMANSON) 브랜드로 나눠 외주생산 시스템으로 제품을 생산하고 있어 생산설비가 없으며, 자체 브랜드로 디자인과 유통망을 확보해 제품을 판매하고 있다. 주얼리와 핸드백은 내수 시장에 판매하며, 손목시계는 내수가 50%, 수출이 50% 가량이다. 사업다각화의 일환으로 화장품 사업 및 향수사업도 진행 중이다. 매출구성은 2016년 기준으로 주얼리(제품) 53%, 핸드백(제품) 33%, 손목시계(제품) 14% 등으로 이루어진다.
이전 사업명인 로만손은 2016년 5월 31일 임시주주총회를 열어 사명을 제이에스티나로 변경하는 등 정관 일부를 개정한다고 밝혔다.

## 연혁
- 1988년 4월 - 손목시계 사업을 시작으로 ‘로만손’(ROMANSON)을 설립했다. 설립 초기에 OEM으로 출발했고, 로만손이라는 이름은 스위스의 시계 공업단지 마을인 로만시온(Romancion)에서 유래한 것이다.
  - 설립자는 충북 괴산 출신의 김기문 제이에스티나 회장이다.
  - 손목시계 사업부문에서는 연간 100개 이상의 시계 신제품 개발 능력을 갖춰 ‘트로피쉬’, ‘TF트로피쉬’, ‘프리미어’ 등 고가 패션시계 위주로 신제품을 개발하고 있고, 전세계 70여개국에 로만손 자체 브랜드로 시계를 수출하고 있다.[2]
  - 2011년부터는 내수시장 확대를 위해 4~5개의 명품 수입브랜드와 로만손 자체의 패션브랜드를 접목하여 명품 시계 편집 매장인 ‘더와치스’(THE WATCHES)로 백화점에 입점했다.
- 1999년 12월 - 코스닥시장에 주식을 상장했다.
- 2000년 5월 - 핸드백 부문이 백화점에 첫 입점했고, 6월에는 인터넷 시계가 스위스 특허를 취득했다.
- 2003년 3월 - 주얼리 사업부문에 진출하고 ‘제이에스티나’(J.ESTINA) 브랜드를 출시했다.
  - 14K, 18K 위주의 브릿지 주얼리 브랜드 티아라를 국내 최초로 출시했다.
- 2004년 - 산업자원부에 의해 11년 연속 우수디자인 상품에 선정되었고, 개성공단 시범단지 입주업체로 선정되었다.
- 2005년 8월 - 개성공장을 준공했다.
- 2006년 - 월드컵을 기념해 ‘월드컵시계’를 출시했고, 8월에는 고가의 파인 주얼리 브랜드 ‘이에스 돈나’(ES DONNA)를 출시했다.
- 2007년 4월 - 대한민국 패션품질대상 패션주얼리 부문을 수상했다.
- 2011년 5월 - 핸드백 사업부문에 진출하고 ‘제이에스티나 백’(J.ESTINA BAG)을 출시했다.
- 2013년 1월 - 지식경제부에 의해 글로벌 강소기업 육성 대상기업에 선정되었고, 3월에는 (주)로만손 중국법인을 설립했다.
- 2014년 - 하이 테이스트 패션 주얼리 및 화장품 브랜드 ‘제이에스티나 레드’(J.ESTINA RED)를 출시하였고, 프랑스 퍼미니쉬와 합작해 만든 프리미엄 향수 브랜드 ‘쥬 퍼퓸 바이 제이에스티나’(J.ESTINA JE PARFUMES)를 출시했다.[9] 7월에는 중국 상하이공항 면세점에 이어 9월에는 베이징공항 면세점에 입점했다.[10]
- 2015년 1월 - 상해 가식제나 무역유한공사(중국)를 세웠다.
- 2017년 2월 - 이전의 라이프 스타일 주얼리 제이에스티나 레드(J.ESTINA RED)를 리론칭한 큐레이팅 패션 주얼리 ‘에르게’(ERGHE)를 출시하였다.[11]
- 2017년 4월 - 코스메틱 사업부문에 진출하고 ‘제이에스티나 뷰티’(J.ESTINA BEAUTY)을 출시할 예정이다.[12]

## 브랜드
- 주얼리 (J.ESTINA, 제이에스티나)
- 핸드백 (J.ESTINA BAG, 제이에스티나 백)
- 손목 시계 (Romanson, 모바도, 에독스)
- 화장품 (J.ESTINA BEAUTY, 제이에스티나 뷰티)
- 향수 (J.ESTINA JE PARFUMES, 쥬 퍼퓸 바이 제이에스티나)

## 화장품 사업
제이에스티나는 글로벌 토탈 패션 기업으로 도약하기 위한 새로운 성장동력으로 2014년부터 향수를 출시하는 등 화장품 카테고리를 확장하기 위해 오랜 기간 다각적인 실험을 시도했다. 2017년 3월 화장품 사업 영역을 확장하며 '여자에게 가장 빛나는 주얼리는 피부'라는 브랜드 슬로건 아래 20~30대를 타킷으로 한 화장품 브랜드 제이에스티나 뷰티를 론칭한다고 발표하고, 첫 번째 뮤즈로 배우 고아라를 선정했다. 2017년 4월 서울 강남구 신사동 가로수길에 '자신이 가장 빛나 보이는 공간'을 컨셉으로 한 1호점을 오픈했다.

## 개성공단
로만손은 2005년 8월 11일 북한 개성공단에 60억원을 투자해 공장을 준공했다. 로만손의 개성공장은 연면적 3,000평, 근무인원 520명으로 당시 개성공단의 최대 규모 공장이었다. 로만손의 김기문 대표는 2008년 5월 21일까지 개성공단입주기업협의회 초대 회장을 지냈다.

### 로만손 통일시계 한정판매
2005년, GS홈쇼핑은 추석 명절을 맞아 9월 17일 오전 8시20분부터 30분간 ‘로만손 통일시계’ 1500점을 한정 판매했다. 로만손 통일시계는 한국디자인진흥원(KIDP)의 지원을 받아 국내 유명 디자이너와 대학교수로 구성된 자문단이 디자인과 기획을 맡고 개성공단에 위치한 로만손 현지공장에서 생산한 ‘남북경협상품’으로 특히 광복 60주년과 6.15 공동선언 5주년을 기념해 한정 생산되며 제품마다 각각의 고유번호를 부여했다.

### 남북 경협 테마주
로만손은 증시에서 이화전기 등과 함께 대표적인 남북 경협 테마주로 인식된다. 따라서 정부의 대북정책과 남북관계에 따라 주가가 크게 요동치는 일이 있다.

## 일화
- 2007년 10월 2일, 노무현 대통령이 제2차 남북정상회담의 출발에 앞서 개성공단에서 만들어진 로만손 시계 TM7238을 남북경협의 상징으로 손목에 찼던 일이 있다.
- 2008년 6월 6일, 당시 이명박 전 대통령 내외가 서울보훈병원을 위문하며 총 1억 7,170만원의 예산을 들여 단가 5만 500원의 로만손 손목시계 3,500개를 주문한 일이 있다. 시계는 대통령의 사인이 새겨져 국가유공자 환자들에게 장기 입원 순으로 지급 되었다.

## 마케팅 및 홍보
- 제이에스티나는 마케팅 및 홍보 활동에 그동안 김연아, 소녀시대, 김수현, 카야 스코델라리오, 손연재, 송혜교, 지드래곤, 한지민, 다코타 패닝&엘르 패닝 자매, 공효진, 고준희, 박보검, 신민아 등 톱 연예인만을 기용해 화제를 모았다.
- 전 피겨스케이팅선수 김연아는 지난 2008년부터 제이에스티나가 김연아를 후원 계약하며 첫 인연을 맺기 시작해 2016년부터 주얼리 정식 메인모델 계약을 하면서 인연을 계속해 오고 있다. 이외에도 전 리듬체조선수 손연재와도 2009년부터 후원 계약을 해오고 있다.[21][22]
- 2010년 2월 캐나다 밴쿠버에서 열린 동계올림픽에서 김연아는 금메달을 따며 국내뿐만 아니라 해외 주요 외신을 통해 세계적인 스타로 떠올랐고, 이와 동시에 김연아의 귀에 착용한 티아라는 꿈을 이루는 ‘행운의 주얼리’로 각인됐다. 제이에스티나가 특별 제작한 왕관 귀걸이는 올림픽 직후 생산이 판매속도를 따라가지 못할 정도로 높은 판매량을 기록하며 엄청한 홍보 효과를 봤다.[23] 제이에스티나의 김연아 후원은 대표적인 스포츠마케팅 성공 사례로 꼽히고 있다.
- 제이에스티나는 사전제작 드라마 《태양의후예》와 제작지원 계약을 하였고 2016년 초에 한국과 중국 동시방영으로 이 드라마가 아시아 전역에서 뜨거운 인기를 끌면서 '태양의 후예' PPL 효과를 톡톡히 봤다. 방영 후 면세점에서는 배우 송혜교가 극중 착용했던 목걸이나 귀걸이를 찾는 중국인 관광객이 크게 증가하면서 2016년 1분기 최대 매출을 기록했다.[24][25]
- 제이에스티나는 그간 TV 광고를 전개하지 않았지만, 2016년 창사 28주년을 맞아 여성의 로망과 꿈, 아름답고 찬란하게 빛나는 순간을 함께한다는 의미로 ‘Timeless Momentum(타임리스 모멘텀)’이라는 브랜드 슬로건을 통해 전 피겨스케이팅 선수 김연아와 배우 박보검을 모델로 내세운 TV 광고를 처음으로 제작하였다.[26][27] 2016년 5월 17일 서울 중구 명동 롯데시네마 명동 에비뉴엘점에서 글로벌 럭셔리 브랜드 ‘제이에스티나 김연아 & 박보검과 함께하는 제이에스티나 브랜드 3분 무비 시사회’를 열었다.[28]

## 같이 보기
- 개성공단
- 남북 경협 테마주

### 내용주
1. ↑  제이에스티나의 확장브랜드인 제이에스티나 레드(J.ESTINA RED)는 2017년 2월 에르게(ERGHE)라는 이름으로 다시 재론칭했다.
2. ↑  '제이에스티나 레드'라는 이름으로 그동안 화장품이 판매되었다가 2017년 4월부터 '제이에스티나 뷰티'라는 이름으로 정식 론칭해 판매될 예정이다.
3. ↑  제이에스티나는 로만손이 2003년 론칭한 브랜드로 2011년부터 핸드백으로까지 사업이 확대돼 로만손 내 제이에스티나 매출 비중이 커지자 2016년 6월 사명을 로만손에서 제이에스티나로 변경했다.

### 참조주
1. ↑  조은아 (2017년 3월 6일). “[Who Is ?] 김기문 제이에스티나 회장”. 비지니스포스트. 2017년 9월 9일에 확인함.
2. 1 2 3  고은이 (2016년 6월 12일). “종합 패션브랜드로 변신한 제이에스티나 "동남아 '한류 효과' 하반기에 더 빛날 것"”. 한경닷컴. 2017년 9월 9일에 확인함.
3. ↑  이솔 (2009년 11월 11일). “로만손, "시계·주얼리 넘어 세계적 패션 브랜드로"”. 아시아경제. 2017년 9월 9일에 확인함.
4. ↑  박순욱 (2016년 7월 19일). “[이코노미조선] 제이에스티나 주얼리·핸드백, 한류 날개 타고 4년 만에 매출 2배로”. 조선비즈. 2017년 9월 9일에 확인함.
5. ↑  박성우 (2014년 9월 27일). “車 시동거는 시계 K3 워치 만든 로만손, "스마트시계도 넘본다"”. 조선비즈. 2017년 9월 9일에 확인함.
6. ↑  이보미 (2016년 8월 7일). “제이에스티나 “중국시장 잡아라”..中면세점 입점 잇따라”. 파이낸셜뉴스. 2017년 9월 9일에 확인함.
7. ↑  고유선 (2016년 4월 15일). “로만손, 제이에스티나로 사명 변경”. 연합뉴스. 2017년 9월 9일에 확인함.
8. ↑  박인혜 (2016년 2월 16일). “시계서 패션으로…28년만에 社名 바꾸는 로만손”. 매일경제. 2017년 9월 9일에 확인함.
9. ↑  전혜영 (2014년 1월 30일). “패션업계는 지금 '향수 전쟁', 영역 깬 신사업”. 머니투데이. 2017년 9월 9일에 확인함.
10. ↑  박인혜 (2016년 2월 24일). “"주얼리·핸드백·화장품으로 세계 50위 패션기업 만들것"”. 매일경제. 2017년 9월 9일에 확인함.
11. ↑  이한나 (2017년 10월 10일). “에르게, 뮤즈 공효진과 함께하는 런칭 행사 진행”. 스포츠조선. 2017년 9월 9일에 확인함.
12. ↑  조호윤 (2017년 3월 15일). “김기석 제이에스티나 대표, 공격적 사업확장…다음 달 화장품 브랜드 론칭(종합)”. 아시아경제. 2017년 9월 9일에 확인함.
13. ↑  오정민 (2015년 6월 3일). “로만손, '제이에스티나 레드'로 색조 화장품 시장 진출”. 한국경제. 2017년 9월 9일에 확인함.
14. ↑  김지미 (2015년 7월 6일). “김기석 로만손 대표, 색조 이어 스킨케어로 화장품 사업도 본격화…올해는 제이에스티나 中대륙 진출 원년”. 매일경제. 2017년 9월 9일에 확인함.
15. ↑  김지은 (2017년 3월 15일). “제이에스티나, ‘제이에스티나 뷰티’ 론칭…'고아라' 뮤즈 선정”. 마이데일리. 2017년 9월 9일에 확인함.
16. ↑  서재경 (2017년 3월 15일). “제이에스티나, 코스메틱 브랜드 '제이에스티나 뷰티' 런칭”. 엑스포츠뉴스. 2017년 9월 9일에 확인함.
17. ↑  정형석 (2004년 6월 7일). “로만손, 개성공단 입주업체 선정”. 머니투데이. 2017년 9월 9일에 확인함.
18. ↑  김유경 (2007년 7월 15일). “로만손, 개성공단 생산으로 25% 원가절감”. 머니투데이. 2017년 9월 9일에 확인함.
19. ↑  박선영 (2005년 9월 15일). “GS홈쇼핑 통일시계 판매”. 파이낸셜 뉴스. 2017년 9월 9일에 확인함.
20. ↑  우고은 (2010년 8월 13일). “테마주 옥석가리기(15)남북경협주…로만손·혜인 기대”. 조선비즈. 2017년 9월 9일에 확인함.
21. ↑  이명진 (2010년 8월 18일). “김연아 귀걸이 업체, 리듬체조 손연재선수 후원”. 머니투데이. 2017년 9월 9일에 확인함.
22. ↑  스포츠레저팀 (2012년 11월 21일). “김연아-손연재, 제이에스티나와 후원 계약 연장”. 엑스포츠뉴스. 2017년 9월 9일에 확인함.
23. ↑  임혜선 (2017년 10월 10일). “[올림픽 맞은 유통가]주얼리·패션업계 "제2의 제이에스티나는 나"”. 아시아경제. 2017년 9월 9일에 확인함.
24. ↑  조은진 (2015년 5월 10일). “로만손, '태양의후예' 덕분에 1분기 최대 매출 기록”. 비즈니스포스트. 2017년 9월 9일에 확인함.
25. ↑  이연지 (2016년 7월 12일). “[기업매트릭스] PPL 효과 제이에스티나 "선택과 집중 빛을 발할까"”. 이코노믹리뷰. 2017년 9월 9일에 확인함.
26. ↑  김영록 (2016년 3월 29일). “김연아-박보검, 애절한 눈물 열연 "시간을 뛰어넘은 그들만의 이야기"”. 스포츠조선. 2017년 9월 9일에 확인함.
27. ↑  이아영 (2016년 4월 1일). “김연아·박보검, CF서 로맨스 호흡…시간 뛰어넘는 사랑”. 엑스포츠뉴스. 2017년 9월 9일에 확인함.
28. ↑  박지애 (2016년 5월 18일). “박보검-김연아, 비현실적인 투샷 "잘 어울리네" (제이에스티나)”. 스냅. 2017년 9월 9일에 원본 문서에서 보존된 문서. 2017년 9월 9일에 확인함.